# Sven Johan Munthe
Sven Johan Munthe, född 3 november 1714 i Slågarps prästgård i Skåne, död 29 augusti 1774 i Lund, var en svensk filolog. Han var far till Carl Magnus Munthe, farbror till Johan Lorentz Munthe samt kusin till Sven Hansson Munthes far.
Munthe blev 1727 student vid Lunds universitet, där han blev filosofie magister 1738. Han blev 1741 docent och 1742 adjunkt i orientaliska språk samt utnämndes 1745 till professor i grekiska och orientaliska språk. År 1764 utbytte han denna lärostol mot den fjärde professuren på den teologiska fakulteten, men fortsatte att samtidigt upprätthålla undervisningen i orientalisk litteratur fram till 1769. År 1768 promoverades han till teologie doktor och blev 1769 tredje teologie professor.
Hans kunskaper omfattade huvudsakligen österlandets språk och han föreläste vid universitetet både offentligt och enskilt i hebreiska, kaldeiska, syriska, arabiska och grekiska. År 1745 tjänstgjorde han som tolk hos kungliga kansliet vid den beskickning från Tripolis, som då besökte Sverige. Han gav ut bland annat 53 disputationer och sex akademiska program, nästan alla med filologiskt innehåll.